# Daisy Donovan
Daisy Donovan (Londra, 23 luglio 1973) è un'attrice, conduttrice televisiva e scrittrice britannica.

## Biografia
Daisy Donovan nacque a Londra il 23 luglio 1973. Suo padre, Terence Donovan, era fotografo e regista, mentre sua madre, Diana Donovan, era presidente del consiglio di amministrazione della English National Ballet School. Donovan frequentò la St Paul's Girls School ad Hammersmith e in seguito l'Università di Cambridge, per poi trasferirsi all'Università di Edimburgo, laureandosi in arti recitative. Infine studiò alla London Academy of Music and Dramatic Art.

## Vita privata
Alta 1,78 m, nel 2005 si è sposata in Marocco con Dan Mazer, produttore del film Ali G, e da lui ha avuto due figlie: Maisy e Mini Ivy. La coppia vive a ovest di Londra.

## Filmografia

### Cinema
- Spice Girls - Il film (Spice World), regia di Bob Spiers (1997) - non accreditata

- Still Crazy, regia di Brian Gibson (1998)
- Parting Shots, regia di Michael Winner (1998) - non accreditata
- Millions, regia di Danny Boyle (2004)
- Funeral Party (Death at a Funeral), regia di Frank Oz (2007)
- The Waiting Room, regia di Roger Goldby (2007)
- Wild Child, regia di Nick Moore (2008)
- A prova di matrimonio (I Give It a Year), regia di Dan Mazer (2013)

### Televisione
- The 11 O'Clock Show – serie TV, 3 episodi (1998-1999)
- La signora Pollifax (The Unexpected Mrs. Pollifax), regia di Anthony Pullen Shaw – film TV (1999)
- My Family – serie TV, 7 episodi (2000)
- L'uomo dal doppio passato (Second Nature), regia di Ben Bolt – film TV (2003)
- Poirot (Agatha Christie's Poirot) – serie TV, episodio 9x03 (2004)
- Coming Up – serie TV, episodio 3x04 (2005)
- Angell's Hell, regia di Metin Hüseyin – film TV (2005)
- The Grey Man, regia di Declan O'Dwyer – film TV (2007)